# Blågrå hök
Blågrå hök (Tachyspiza luteoschistacea) är en hotad fågel i familjen hökar som enbart förekommer på en enda ö utanför Nya Guinea.

## Utseende och läten
Blågrå hök är en medelstor (30–38 cm) tvåfärgad hök. Vuxna fåglar är skiffergrå ovan och smutsvita under med orange på näbb, ben och vaxhud. Ungfåglar har sotfärgad hjässa och kraftigt bandad fjäderdräkt, ovan på gulbrun botten, under vit. Liknande bismarckhöken är ljusare gul på vaxhud och ben. Den har även vanligen ett rostfärgat band i nacken. Lätet är okänt.

## Utbredning och systematik
Fågeln är endemisk för bergstrakter på ön New Britain i Bismarckarkipelagen i Stilla havet. Den behandlas som monotypisk, det vill säga att den inte delas in i några underarter.

### Släktskap
Arten placerades tidigare i släktet Accipiter. Genetiska studier visar dock att släktet så som det traditionellt är konstituerat är parafyletiskt, där kärrhökarna i Circus är inbäddade, men också släktena Erythrotriorchis och Megatriorchis. För att kärrhökarna ska kunna behållas i ett eget släkte delas därför Accipiter delas upp i flera mindre släkten, däriblamd Tachyspiza.

## Levnadssätt
Blågrå hök antas hålla till i högväxt skog men har även setts i mer öppen skog och kakaoplantage. I av människan påverkade miljöer är den mycket mindre vanlig än proteushök. Fågeln har noterats upp till 700 meters höjd där den troligen ersätts av proteushök och prinshök. Den enda föda som har noterats kommer från en individ där en 15 cm lång ödla har hittats i dess maginnehåll. Dess morfologi tolkas som att den livnär sig på fåglar och ödlor. Även information om dess häckningsbiologi saknas.

## Status och hot
Arten har en liten världspopulation uppskattad till mellan endast 1000 och 2500 vuxna individer. Den tros också minska i antal. Internationella naturvårdsunionen IUCN anser den därför vara hotad och placerar den i hotkategorin sårbar.